# Litein
Litein är huvudort i distriktet Buret i provinsen Rift Valley i Kenya. 